# Potosi (Wisconsin)
Potosi es una villa situada en el condado de Grant, Wisconsin, Estados Unidos. Tiene una población estimada, a mediados de 2022, de 647 habitantes.

## Geografía
La localidad está ubicada en las coordenadas 42°41′08″N 90°42′28″O / 42.68556, -90.70778 (42.685515, -90.707743). Según la Oficina del Censo de los Estados Unidos, tiene una superficie total de 4.35 km², de los cuales 4.30 km² corresponden a tierra firme y 0.05 km² están cubiertos de agua.

## Demografía
Según el censo de 2010, había 646 personas residiendo en la localidad. La densidad de población era de 150.23 hab./km². El 97.5% de los habitantes eran blancos, el 0.8% eran afroamericanos y el 1.7% eran de una mezcla de razas. Del total de la población, el 0.15% era hispano o latino.